# Alternatywne źródło energii
Alternatywne źródło energii – rodzaj pozyskiwania energii niezależny od dużych, instytucjonalnych dostawców. Energia ta wykorzystywana jest do zasilania zakładów, miast, często wytwarzana przez gospodarstwa domowe, będące jej konsumentami. Są to przede wszystkim:
- Mała elektrownia wodna
- wiatrak / turbina wiatrowa
- koło wodne / Energia prądów morskich, pływów i falowania
- kolektor słoneczny / ogniwa fotowoltaiczne
- biogaz
- biomasa
- energia geotermalna
- energia słoneczna
- energia powietrzna / energia wiatru
- energia wodna